# لوكاس شتآودت
لوكاس شتآودت هو لاعب كرة قدم برازيلي في مركز الدفاع، ولد في 20 مارس 1989 في نوفو هامبورغو في البرازيل. لعب مع رامبلا جونيورز وريفر بليت وغريميو بورتو أليغرينزي ونادي نوفو هامبورغو.

## وصلات خارجية
- لوكاس شتآودت على موقع قاعدة بيانات كرة القدم.إي يو (الإنجليزية)
- لوكاس شتآودت على موقع Soccerway.com (الإنجليزية)